# Камаринос, Аристос
Аристос Камарино́с (греч.  Αρίστος Καμαρινός , Каламата 1917 — Афины 6 февраля 2012 года) — греческий коммунист, участник Греко-итальянской войны, командир соединений Народно-освободительной армии Греции (ЭЛАС) и Демократической армии Греции.
Автор книги «Гражданская война на Пелопоннесе (1946—1949)».

## Молодость
Аристос Камаринос родился в городе Каламата в 1917 году.
Вступил в компартию Греции ещё до Второй мировой войны,
В 1938 году проходил воинскую службу в звании унтер-офицера, но был отправлен в отставку диктаторским режимом генерала Метаксаса за его антидиктаторскую деятельность
Принял участие в Греко-итальянской войне (1940—1941), где был награждён Крестом за отвагу.

## Сопротивление
В последовавший период тройной, германо-итало-болгарской, оккупации Греции, в конце 1942 года, Камаринос, вместе с Г. Керкемезосом, положили начало партизанской борьбе на горе Тайгет.
До конца оккупации возглавлял 2-й батальон 9-го полка Народно-освободительной армии Греции (ЭЛАС) Мессинии.
В мае 1944 года батальон Камариноса отличился в бою за село Андруса, против 300 солдат Вермахта и 200 коллаборационистов из Батальонов безопасности:189.
В сентябре того же года батальон принял участие в разгроме коллаборационистов «Батальонов безопасности» в Бою за Мелигалас, в котором решающую роль сыграл командир пулемётной роты батальона, лейтенант Костас Басакидис:228.
Возглавляя свой батальон, Камаринос принял участие в боях против англичан в декабре 1944 года в Афинах:236.
После «компромиссного» Варкизского соглашения января 1945 года, целью которого официально было примирение страны, силы ЭЛАС были разоружены.
Камаринос стал секретарём региональной организации компартии в Алагонии и ответственным «Народной Самообороны» западного сектора Каламаты.
В период наступившего т. н. «Белого террора» преследовался бандами монархистов и скрылся в Афинах, где работал в подпольной организации партии, сохраняя контакты с землячеством мессинийцев.

## Гражданская война
Продолжающийся террор привёл страну в середине 1946 года к открытой гражданской войне (1946—1949).
Камаринос вернулся на Пелопоннес в феврале 1947 года, возглавил партийную организацию Мессинии и стал комиссаром при штабе Демократической армии Греции.на Тайгете.
В дальнейшем принял командование 2-м батальоном при штабе Тайгета.
На Пелопоннесе, развернула боевые действия героическая ΙΙΙ дивизия Демократической армии, «Дивизия мёртвых», как она будет названа в будущем греческой историографией.
При дивизии была создана «Офицерская школа» (в действительности курсы). Окончив «Школу» и в звании майора, Камаринос возглавил 1-й батальон 22-й бригады дивизии:864.
Весной 1948 года Первый корпус королевской армии, при поддержке флота и авиации, начал зачистку Пелопоннеса (операция «Голубь»):875 от изолированной на полуострове и оставшейся без боеприпасов):876 «героической III дивизии Демократической армии Греции», «дивизии мёртвых».
До середины 1949 года продолжались карательные операции против немногочисленных и разрозненных групп оставшихся в живых бойцов дивизии.
Как впоследствии Камаринос писал в своей книге, банды монархистов отрубали головы у мёртвых коммунистов и разъезжали по сёлам, демонстрируя головы жителям сёл.
В начале октября 1949 Камаринос дерзко пробрался в свою родную Каламату и укрылся в убежище, где пробыл целых три года.
В убежище стал сразу, по свежей памяти, писать страницы своей будущей книги о Демократической армии на Пелопоннесе.

## Эмиграция
По приказу партии Камаринос перебрался в Афины, где продолжал оставаться в подполье.
Здесь в начале 1964 года родилась его дочь, Кирьяки.
В том же году, с поддельными документами, сумел выбраться с семьёй в Советский Союз.
Обосновался в городе Ташкенте, где с конца 1949 года образовалась колония греческих политических эмигрантов из числа бойцов Демократической армии Греции и их семей. Изучил русский язык и учился философии и обществоведению.
Только после падения режима чёрных полковником в 1974 году, начался процесс репатриации греческих политических эмигрантов.
Камаринос вернулся в Грецию в 1978 году.

## Последние годы
Вернувшись на Родину, Камаринос подрабатывал переводами. Но основной его деятельностью стало завершение книги о Демократической армии на Пелопоннесе.
Учитывая то, что он был одним из немногих оставшихся в живых офицеров «Мёртвой дивизии», кроме прочего, книга была призвана восполнить пробелы в историографии Гражданской войны на полуострове Пелопоннес. Книга была издана в 2008 году.
После своей первой книги, Камаринос начал писать книгу о периоде Сопротивления (1941—1944) на Пелопоннесе, но не успел закончить её. Умер в Афинах в 2012 году.
До конца своей жизни оставался верным коммунистическим идеалам.
Был похоронен гражданским ритуалом. Вместо венков семья просила родственников и друзей внести соответствующие суммы в фонд поддержки компартии.
Дочь А. Камариноса, Кирьяки А. Камарину, написала и издала книгу «Каменные университеты. Борьба за образование в тюрьмах и ссылках, 1924—1974».